# Gustavo Maia
Gustavo Maia da Silva (Brasília, Brasil, 22 de enero de 2001), más conocido como Gustavo Maia, es un jugador de fútbol profesional brasileño que juega como delantero para el Valencia Club de Fútbol Mestalla

## Biografía

### São Paulo
Nacido en Brasília, Brasil, Maia se unió a la cantera del São Paulo a los 14 años. En marzo de 2020, Maia fue incluido en el primer equipo para un partido del Campeonato Paulista contra el Botafogo-SP. Fue un suplente no utilizado en una derrota fuera de casa por 1 a 0.

### Barcelona
El 6 de agosto de 2020, el FC Barcelona de La Liga anunció el fichaje de Maia por un costo de 4,5 millones de eulos con una cláusula de rescisión de 300 millones de euros, y fue asignado al segundo equipo. Debutó con el Barça B en el 18 de octubre ante el Gimnàstic de Tarragona. Reemplazó a Matheus Pereira en una victoria por 1 a 0.

### Internacional
El 30 de agosto de 2021, Maia fichó cedido por el Internacional de la Série A hasta el 31 de diciembre de 2022, tras una temporada decepcionante con el Barcelona. Anotó su primer gol en el 24 de octubre, en el empate de 2 a 2 contra el Corinthians.

## Clubes
| Club                   | País   | Año       | Partidos | Goles |
| ---------------------- | ------ | --------- | -------- | ----- |
| Barcelona Atlètic      | España | 2020-     | 8        | 0     |
| Internacional (cedido) | Brasil | 2021-2023 | 11       | 1     |